# Tête de liste des étalons en Angleterre et en Irlande
Cette liste énumère les étalons pur-sang anglais dont les produits ont remporté le plus de gains en une année en Angleterre et en Irlande, dans les courses de plat uniquement.
- 1724 - Bay Bolton (1)
- 1726 - Bay Bolton (2)
- 1727 - Bay Bolton (3)
- 1729 - Bay Bolton (4)
- 1732 - Bay Bolton (5)
- 1733 - Bay Bolton (6)
- 1734 - Bay Bolton (7)
- 1751 - Blaze (1)
- 1752 - Cade (1)
- 1753 - Cade (2)
- 1754 - Regulus (1)
- 1755 - Regulus (2)
- 1756 - Regulus (3)
- 1757 - Regulus (4)
- 1758 - Cade (3)
- 1759 - Cade (4)
- 1760 - Cade (5)
- 1761 - Regulus (5)
- 1762 - Blank (1)
- 1763 - Regulus (6)
- 1764 - Blank (2)
- 1765 - Regulus (7)
- 1766 - Regulus (8)
- 1767 - Snap (1)
- 1768 - Snap (2)
- 1769 - Snap (3)
- 1770 - Blank (3)
- 1771 - Snap (4)
- 1772 - Matchem (1)
- 1773 - Matchem (2)
- 1774 - Matchem (3)
- 1775 - Marske (1)
- 1776 - Marske (2)
- 1777 - Herod (1)
- 1778 - Herod (2)
- 1779 - Herod (3)
- 1780 - Herod (4)
- 1781 - Herod (5)
- 1782 - Herod (6)
- 1783 - Herod (7)
- 1784 - Herod (8)
- 1785 - Highflyer (1)
- 1786 - Highflyer (2)
- 1787 - Highflyer (3)
- 1788 - Highflyer (4)
- 1789 - Highflyer (5)
- 1790 - Highflyer (6)
- 1791 - Highflyer (7)
- 1792 - Highflyer (8)
- 1793 - Highflyer (9)
- 1794 - Highflyer (10)
- 1795 - Highflyer (11)
- 1796 - Highflyer (12)
- 1797 - King Fergus (1)
- 1798 - Highflyer (13)
- 1799 - Sir Peter Teazle (1)
- 1800 - Sir Peter Teazle (2)
- 1801 - Sir Peter Teazle (3)
- 1802 - Sir Peter Teazle (4)
- 1803 - Trumpator (1)
- 1804 - Sir Peter Teazle (5)
- 1805 - Sir Peter Teazle (6)
- 1806 - Sir Peter Teazle (7)
- 1807 - Sir Peter Teazle (8)
- 1808 - Sir Peter Teazle (9)
- 1809 - Sir Peter Teazle (10)
- 1810 - Waxy (1)
- 1811 - Sorceror (1)
- 1812 - Sorceror (2)
- 1813 - Sorceror (3)
- 1814 - Selim Selim (1)
- 1815 - Rubens (1)
- 1816 - Walton (1)
- 1817 - Orville (1)
- 1818 - Walton (2)
- 1819 - Soothsayer (1)
- 1820 - Phantom (1)
- 1821 - Rubens (2)
- 1822 - Rubens (3)
- 1823 - Orville (2)
- 1824 - Phantom (2)
- 1825 - Élection (1)
- 1826 - Whalebone (1)
- 1827 - Whalebone (2)
- 1828 - Filho da Puta (1)
- 1829 - Blacklock (2)
- 1830 - Emilius (1)
- 1831 - Emilius (2)
- 1832 - Sultan (1)
- 1833 - Sultan (2)
- 1834 - Sultan (3)
- 1835 - Sultan (4)
- 1836 - Sultan (5)
- 1837 - Sultan (6)
- 1838 - Camel (1)
- 1839 - Priam (1)
- 1840 - Priam (2)
- 1841 - Taurus (1)
- 1842 - Touchstone (1)
- 1843 - Touchstone (2)
- 1844 - Bay Middleton (1)
- 1845 - Slane (1)
- 1846 - Venison (1)
- 1847 - Venison (2)
- 1848 - Touchstone (3)
- 1849 - Bay Middleton (2)
- 1850 - Epirus (1)
- 1851 - Orlando (1)
- 1852 - Birdcatcher (1)
- 1853 - Melbourne (1)
- 1854 - Orlando (2)
- 1855 - Touchstone (4)
- 1856 - Birdcatcher (2)
- 1857 - Melbourne (2)
- 1858 - Orlando (3)
- 1859 - Newminster (1)
- 1860 - Stockwell (1)
- 1861 - Stockwell (2)
- 1862 - Stockwell (3)
- 1863 - Newminster (2)
- 1864 - Stockwell (4)
- 1865 - Stockwell (5)
- 1866 - Stockwell (6)
- 1867 - Stockwell (7)
- 1868 - Buccaneer (1)
- 1869 - Thormanby (1)
- 1870 - King Tom (1)
- 1871 - King Tom (2)
- 1872 - Blair Athol (1)
- 1873 - Blair Athol (2)
- 1874 - Adventurer (1)
- 1875 - Blair Athol (3)
- 1876 - Lord Clifden (1)
- 1877 - Blair Athol (4)
- 1878 - Speculum (1)
- 1879 - Flageolet (1)
- 1880 - Hermit (1)
- 1881 - Hermit (2)
- 1882 - Hermit (3)
- 1883 - Hermit (4)
- 1884 - Hermit (5)
- 1885 - Hermit (6)
- 1886 - Hermit (7)
- 1887 - Hampton (1)
- 1888 - Galopin (1)
- 1889 - Galopin (2)
- 1890 - St. Simon (1)
- 1891 - St. Simon (2)
- 1892 - St. Simon (3)
- 1893 - St. Simon (4)
- 1894 - St. Simon (5)
- 1895 - St. Simon (6)
- 1896 - St. Simon (7)
- 1897 - Kendal Kendal (1)
- 1898 - Galopin (1)
- 1899 - Orme (1)
- 1900 - St. Simon (8)
- 1901 - St. Simon (9)
- 1902 - Persimmon (1)
- 1903 - St. Frusquin (1)
- 1904 - Gallinule (1)
- 1905 - Gallinule (2)
- 1906 - Persimmon (2)
- 1907 - St. Frusquin (2)
- 1908 - Persimmon (2)
- 1909 - Cyllene (1)
- 1910 - Cyllene (2)
- 1911 - Sundridge (1)
- 1912 - Persimmon (3)
- 1913 - Desmond (1)
- 1914 - Polymelus (1)
- 1915 - Polymelus (2)
- 1916 - Polymelus (3)
- 1917 - Bayardo (1)
- 1918 - Bayardo (2)
- 1919 - The Tetrarch (1)
- 1920 - Polymelus (4)
- 1921 - Polymelus (5)
- 1922 - Lemberg (1)
- 1923 - Swynford (1)
- 1924 - Son-in-Law (1)
- 1925 - Phalaris (1)
- 1926 - Hurry On (1)
- 1927 - Buchan (1)
- 1928 - Phalaris (2)
- 1929 - Tetratema (1)
- 1930 - Son-in-Law (2)
- 1931 - Pharos (1)
- 1932 - Gainsborough (1)
- 1933 - Gainsborough (2)
- 1934 - Blandford (1)
- 1935 - Blandford (2)
- 1936 - Fairway (1)
- 1937 - Solario (1)
- 1938 - Blandford (3)
- 1939 - Fairway (1)
- 1940 - Hyperion (1)
- 1941 - Hyperion (2)
- 1942 - Hyperion (3)
- 1943 - Fairway (2)
- 1944 - Fairway (3)
- 1945 - Hyperion (4)
- 1946 - Hyperion (5)
- 1947 - Nearco (1)
- 1948 - Big Game (1)
- 1949 - Nearco (2)
- 1950 - Fair Trial (1)
- 1951 - Nasrullah (1)
- 1952 - Tehran (1)
- 1953 - Chanteur II (1)
- 1954 - Hyperion (6)
- 1955 - Alycidon (1)
- 1956 - Court Martial (1)
- 1957 - Court Martial (2)
- 1958 - Mossborough (1)
- 1959 - Petition (1)
- 1960 - Aureole  (1)
- 1961 - Aureole (2)
- 1962 - Never Say Die (1)
- 1963 - Ribot (1)
- 1964 - Chamossaire (1)
- 1965 - Court Harwell (1)
- 1966 - Charlottesville (1)
- 1967 - Ribot (2)
- 1968 - Ribot (3)
- 1969 - Crepello (1)
- 1970 - Northern Dancer (1)
- 1971 - Never Bend (1)
- 1972 - Queen's Hussar (1)
- 1973 - Vaguely Noble (1)
- 1974 - Vaguely Noble (2)
- 1975 - Great Nephew (1)
- 1976 - Wolver Hollow (1)
- 1977 - Northern Dancer (2)
- 1978 - Mill Reef (1)
- 1979 - Petingo (1)
- 1980 - Pitcairn (1)
- 1981 - Great Nephew (1)
- 1982 - Be My Guest (1)
- 1983 - Northern Dancer (3)
- 1984 - Northern Dancer (4)
- 1985 - Kris (1)
- 1986 - Nijinsky (1)
- 1987 - Mill Reef (1)
- 1988 - Caerleon (1)
- 1989 - Blushing Groom (1)
- 1990 - Sadler's Wells (1)
- 1991 - Caerleon (2)
- 1992 - Sadler's Wells (2)
- 1993 - Sadler's Wells (3)
- 1994 - Sadler's Wells (4)
- 1995 - Sadler's Wells (5)
- 1996 - Sadler's Wells (6)
- 1997 - Sadler's Wells (7)
- 1998 - Sadler's Wells (8)
- 1999 - Sadler's Wells (9)
- 2000 - Sadler's Wells (10)
- 2001 - Sadler's Wells (11)
- 2002 - Sadler's Wells (12)
- 2003 - Sadler's Wells (13)
- 2004 - Sadler's Wells (14)
- 2005 - Danehill (1)
- 2006 - Danehill (2)
- 2007 - Danehill (3)
- 2008 - Galileo (1)
- 2009 - Danehill Dancer (1)
- 2010 - Galileo (2)
- 2011 - Galileo (3)
- 2012 - Galileo (4)
- 2013 - Galileo (5)
- 2014 - Galileo (6)
- 2015 - Galileo (7)
- 2016 - Galileo (8)
- 2017 - Galileo (9)
- 2018 - Galileo (10)
- 2019 - Galileo (11)
- 2020 - Galileo (12)
- 2021 - Frankel (1)
- 2022 - Dubawi (1)
- 2023 - Frankel (2)
- 2024 - Dark Angel (1)